# لیتون، داربی‌شر
لیتون (به انگلیسی: Litton) یک روستا و محله مدنی در بریتانیا است که در Derbyshire Dales واقع شده‌است. لیتون ۶۷۵ نفر جمعیت دارد.